# أحمد المشوح
أحمد عامر المشوح هو لاعب كرة قدم شاب يلعب في مركز حارس المرمى يلعب حالياً في نادي هجر.

## مسيرة اللاعب
لعب في نادي الرائد ونادي نيوم ونادي هجر.